# Entandrophragma utile
Pour les articles homonymes, voir Sipo.
Espèce
Synonymes
- Entandrophragma macrocarpum A.Chev.[1]
- Entandrophragma roburoides Vermoesen[1]
- Entandrophragma thomasii Ledoux[1]
- Pseudocedrela utilis Dawe & Sprague[1] [2]

Statut de conservation UICN

 VU A1cd : Vulnérable
Le Sipo (Entandrophragma utile) est un très grand arbre de la famille des Meliaceae. On le trouve dans la forêt dense africaine, son bois est très utilisé en menuiserie extérieure, en ébénisterie, pour le contreplaqué.
Au Musée royal de l'Afrique centrale à Tervuren (Belgique) est exposée une grande pirogue monoxyle, en provenance du Congo belge, longue de 22,5 m et d'un poids de quelque 3 500 kg, creusée dans un tronc d’Entandrophragma utile.

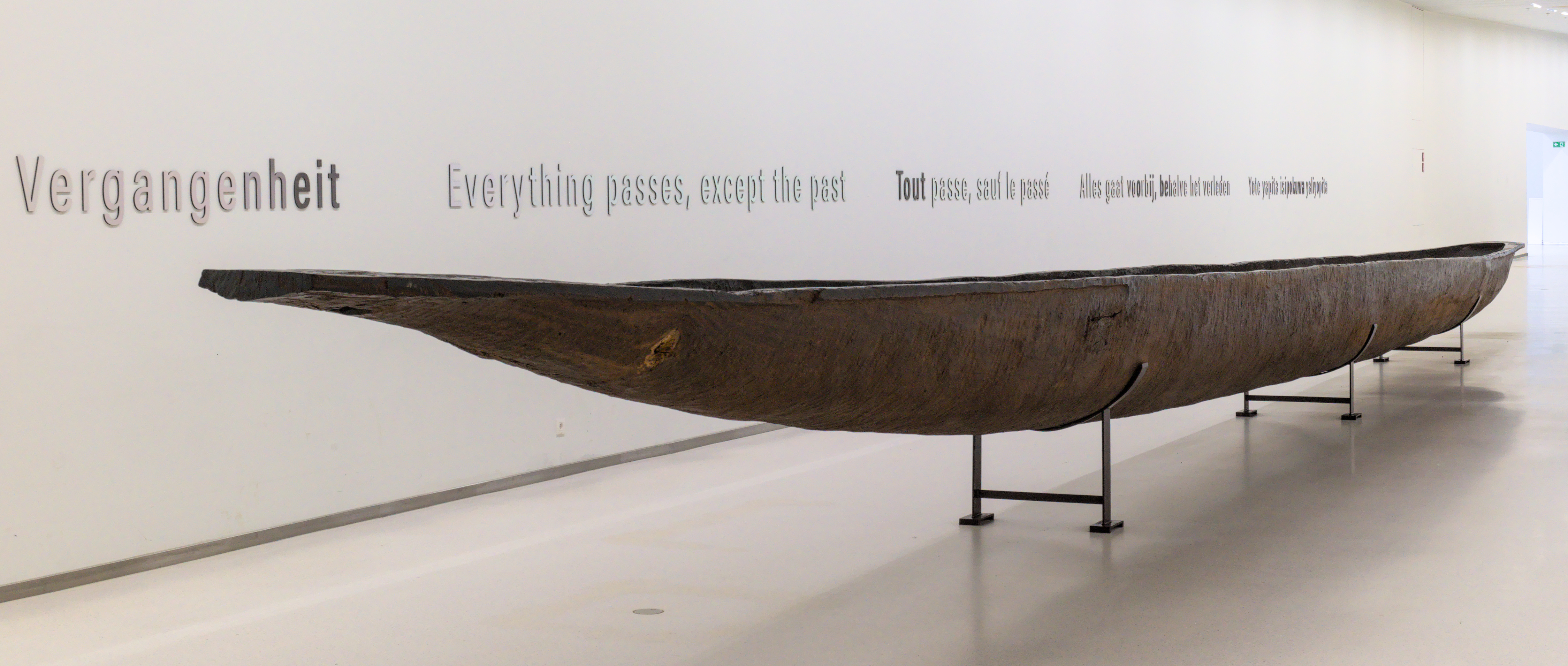
Grande pirogue monoxyle en bois d’Entandrophragma utile